# Cretolamna appendiculata
Cretolamna appendiculata es una especie tiburón fósil (Chordata Chondrichtyes)  de la familia Cretoxyrhinidae. Fue nombrada por el naturalista Louis Agassiz, en 1843.

## Características anatómicas y modo de vida
Los dientes tienen forma de triángulo, con márgenes lisos y filosos. Los cuales están preservados en virtud de su composición de fosfato de calcio. Los tiburones del orden Lamniformes son pelágicos y están generalmente cerca de las costas

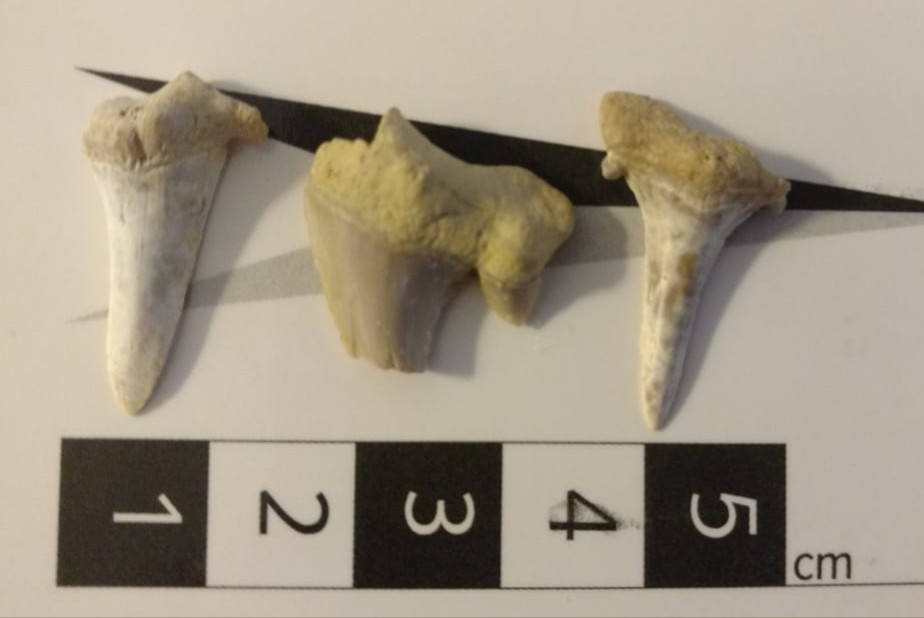
Ejemplares de dientes de la especie tiburón Cretolamna appendiculata,Agassiz, 1843, provenientes de afloramientos de la Formación Roca, Cuenca Neuquina, provincia de Río Negro, Argentina.

## Antigüedad
Es una especie muy común del Albiano-Ypresiano. Se encontraron dientes en Barda Norte, Formación Roca (Cuenca Neuquina), que aflora en la provincia de Río Negro, Argentina, pertenecientes al Daniano y en la Formación Tonosí en la provincia de Los Santos, Panamá, perteneciente al Eoceno.  